# Banlieue nord (film)
Cet article concerne le film de Barbara Albert. Pour la chanson de Daniel Balavoine, voir Banlieue nord.
Pour plus de détails, voir Fiche technique et Distribution.
Banlieue nord (Nordrand) est un film autrichien réalisé par Barbara Albert, sorti en 1999.

## Synopsis
Vienne, fin 1995. Jasmin et Tamara, qui se sont connus à l'école primaire, se rencontrent par hasard dans un hôpital lors d'un rendez-vous pour un avortement.
Jasmin vient d'une famille de quatre enfants avec un père violent. Elle n'a pas d'histoires sérieuses. Elle est tombée enceinte après un rapport avec le supérieur de la pâtisserie où elle travaille. Un de ses amis est Wolfgang qui la bat lui aussi. Jasmine décide de partir.
Tamara, dont les parents serbes sont repartis vivre en ex-Yougoslavie, tombe enceinte de son ami Roman. Ils se voient rarement car Roman fait son service militaire à la frontière où il rencontre souvent des Bosniaques. L'un d'eux est Senad qui sera un immigré clandestin et trouvera Jasmin inanimée dans le Danube après une nuit de beuverie avec des amis de Wolfgang. Elle échappe à une amputation due à l'eau froide. Ils se revoient quelques jours plus tard quand il lui rapporte son porte-feuille. Pour le remercier, Jasmin lui trouve du travail à la pâtisserie.
Tamara et Roman se séparent à cause de la jalousie de Roman et de l'avortement. La mort d'Alexander, le frère de Tamara, en Bosnie, l'accable. À l'hôpital, elle rencontre Valentin, un Roumain qui souhaite partir en Amérique. Lui, Tamara, Senad et Jasmin fêtent la Saint-Sylvestre sur Stephansplatz. Si Tamara et Valentin passent la nuit ensemble, Jasmin s'en va avec quelqu'un d'autre. Jasmin tombe de nouveau enceinte, mais elle n'est pas sûre que ce soit de Senad.
Les chemins de Tamara et Jasmin se sont séparés. Tamara part vers sa famille à Sarajevo, Valentin est parti pour les États-Unis. Jasmin et Senad vivent à Vienne où Senad est employé municipal. Mais Jasmine est incertaine sur leur relation.

## Fiche technique
- Titre original : Nordrand
- Réalisation : Barbara Albert
- Scénario : Barbara Albert
- Direction de la photo : Christine A. Maier
- Son : Andreas Kopriva
- Costumes : Alfred Mayerhofer
- Montage : Monika Willi
- Pays d'origine :  Autriche
- Langues de tournage : allemand, roumain, serbo-croate.
- Producteurs : Erich Lackner, Martin Hagemann, Rolf Schmid.
- Sociétés de production : Lotus Film, Zero Film, Fama Film.
- Format : couleur
- Genre : drame
- Durée : 103 min
- Dates de sortie : 
  - 22 octobre 1999 en  Autriche
  - 31 août 2000 en  Allemagne

## Distribution
- Nina Proll : Jasmin Schmid
- Edita Malovcic : Tamara
- Michael Tanczos : Roman
- Tudor Chirilà : Valentin
- Georg Friedrich : Wolfgang
- Astrit Alihajdaraj : Senad

## Autour du film
Le film est tourné à Vienne et ses environs entre décembre 1998 et mars 1999.
Le film reçoit le soutien de l'Österreichisches Filminstitut, du Filmfonds Wien (de), d'Eurimages. Les chaînes de télévision ZDF et Arte participent au financement. La restauration est assurée par Sarah Wiener.
Le scénario de Barbara Albert commence en 1995 en voyant l'afflux de Bosniaques qui viennent en Autriche après la fin de la guerre en raison des tensions communautaires. Il se nourrit des expériences d'amis et de connaissances.
Le film se voulait aussi une vision de la société contemporaine. La violence et l'émigration jouent sur les caractères de Jasmin et Tamara, entre leur adolescence et leur vie adulte, qui doivent faire face à leurs amours et à l'avortement.
C'est le premier film autrichien sélectionné pour le Lion d'Or de Venise. Cette nomination fait connaître le nouveau cinéma autrichien, sa réalisatrice et son actrice, Nina Proll. Le film obtient un grand succès auprès du public autrichien.

## Distinctions

### Récompenses
- Viennale, 1999
  - Vienna Film Award
- Mostra de Venise 1999
  - Sélection pour le Lion d'Or
  - Prix Marcello-Mastroianni pour Nina Proll
- Festival international du film de Stockholm
  - Nomination pour le Cheval de bronze
  - Prix de la première œuvre
- Prix du cinéma européen
  - Nomination pour le Prix Fassbinder de la découverte cinématographique européenne de l'année

## Source de la traduction
- (de) Cet article est partiellement ou en totalité issu de l’article de Wikipédia en allemand intitulé « Nordrand » (voir la liste des auteurs).